# Арглтон

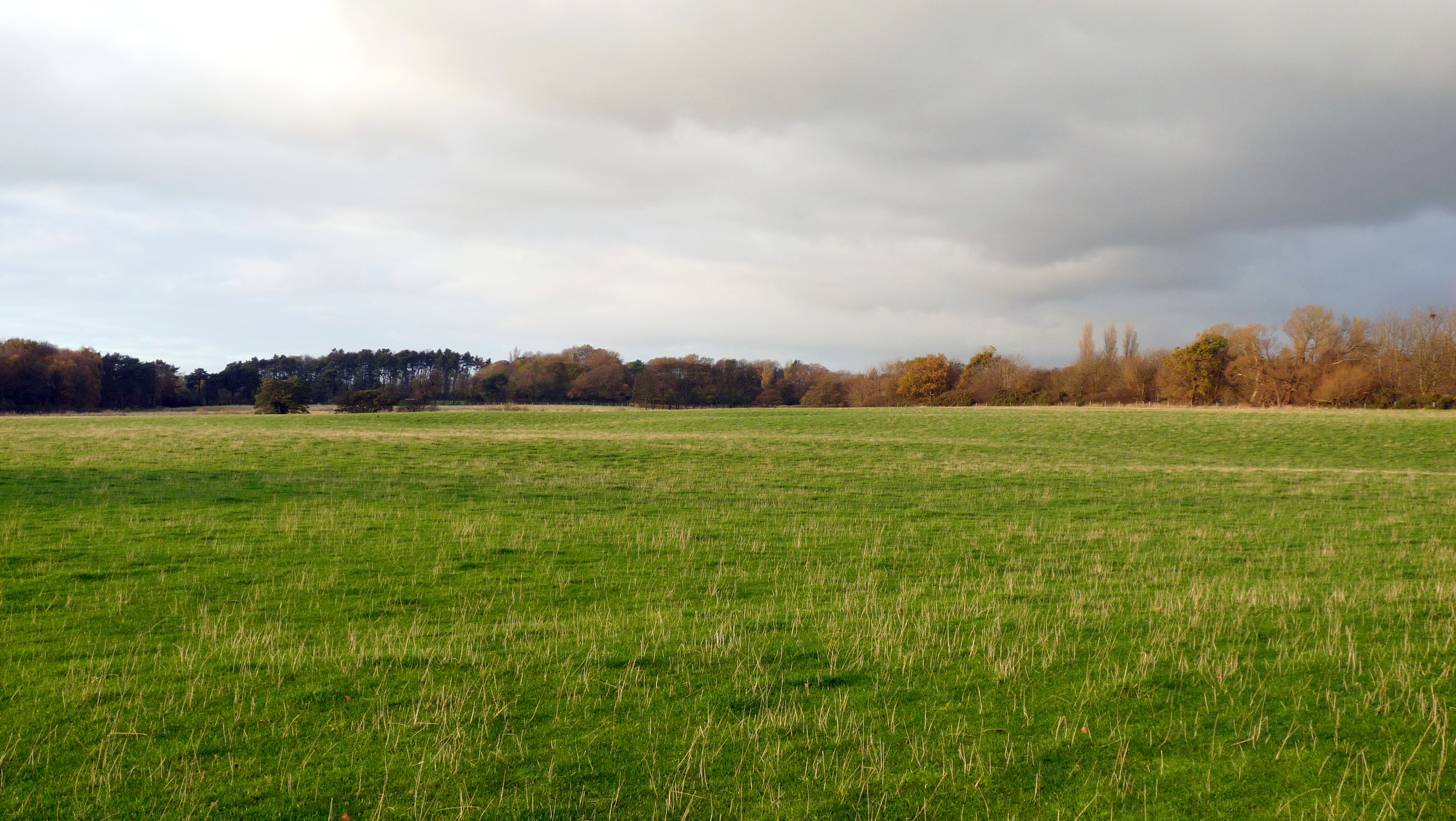
Вид на предполагаемое местонахождение Арглтона

Арглтон (англ. Argleton) — не существующее в реальности поселение в графстве Ланкашир на северо-западе Англии. Был обозначен на картах Google около автострады A59 между Aughton и Aughton Green.
Арглтон стал известен общественности с начала 2009 года.
Согласно предположению Joe Moran, исследователя из Liverpool John Moores University, Google мог специально поместить на карту такой «город-призрак», чтобы легко отслеживать попытки нарушения авторских прав (copyright trap). Известны случаи, когда картографы с этой целью помещали на карты выдуманные улицы. Подобным образом в 1930-х на бумажных картах компании General Draft Company был отмечен на картах город Эглоу. Ловушка сработала, когда компания Esso отметила этот город в своих картах.

## На карте
- Google Maps link